# Asger Andersen
Asger Andersen nacido el 10 de septiembre de 1908 en Svendborg y fallecido el 1 de septiembre de 1980, fue un pintor y escultor danés. Fue discípulo de Viggo Brandt durante el invierno de 1932/33.
Asger Andersen viajó en 1939 a París y Marruecos en busca de las fuentes del arte.  
También se dedicó al diseño de mobiliario.